# 1937 a sportban
1937 főbb sporteseményei a következők voltak:
- Január 15-én rendezték meg a Városligeti Műjégpályán az első magyar jégkorong bajnoki mérkőzést.
- május 30–június 3. – Az 1937-es párizsi világkiállítás nemzetközi labdarúgótornája
- A Hungária nyeri a magyar labdarúgó-bajnokságot. Ez a klub 15. bajnoki címe.
- július 31.–augusztus 14. – A VII. sakkolimpia Stockholmban, amelyen a magyar válogatott ezüstérmet szerzett.
- október 5.–december 4. – Sakkvilágbajnoki párosmérkőzés Hollandia nyolc városában Alekszandr Aljechin és Max Euwe között, amelyen Aljechin visszaszerzi 1935-ben elvesztett világbajnoki címét.

## Jégkorong
| Kiírás                      | Bajnok                       | Ezüstérmes (vesztes)        | Bronzérmes                  |
| --------------------------- | ---------------------------- | --------------------------- | --------------------------- |
| Világbajnokság              | Kanada                       | Nagy-Britannia              | Svájc                       |
| Európa-bajnokság            | Nagy-Britannia               | Svájc                       | Németország                 |
| / National Hockey League    | Detroit Red Wings            | New York Rangers            |                             |
| Angol bajnokság             | Wembley Lions                | Harringay Racers            | Harringay Greyhounds        |
| Angol Nemzeti Torna         | Earls Court Rangers          | Manchester Rapids           |                             |
| London-kupa                 | Earls Court Rangers          | Wembley Lions               |                             |
| Csehszlovák bajnokság       | LTC Praha                    | AC Sparta Praha             | AC Stadion České Budějovice |
| Finn bajnokság              | Ilves                        | Kiffen                      | Helsingin Jalkapalloklubi   |
| Francia bajnokság           | Français Volants             | Rapides de Paris            | Diables de France           |
| Abbott-kupa                 | Winnipeg Monarchs            |                             |                             |
| Allan-kupa                  | Sudbury Tigers               | North Battleford Beavers    |                             |
| George Richardson-emlékkupa | Copper Cliff Redmen          | Ottawa Rideaus              |                             |
| J. Ross Robertson-kupa      | Toronto St. Michael’s Majors | Stratford Midgets           |                             |
| Turnbull-kupa               | Winnipeg Monarchs            | St. Boniface Seals          |                             |
| Memorial-kupa               | Winnipeg Monarchs            | Copper Cliff Redmen         |                             |
| Német bajnokság             | Berliner Schlittschuhclub    | SC Riessersee               |                             |
| Norvég bajnokság            | Grane SK                     | SFK Trygg                   |                             |
| Olasz bajnokság             | Hockey Club Milano           | HC Diavoli Rossoneri Milano |                             |
| Román bajnokság             | Telefon Club Bucureşti       |                             |                             |
| Skót bajnokság              | Glasgow Mohawks              | Glasgow Mustangs            | Perth Panthers              |
| Mitchell-trófea             | Glasgow Lions                | Glasgow Mustangs            |                             |
| President’s Pucks           | Glasgow Mohawks              | Perth Panthers              |                             |
| Spengler-kupa               | LTC Praha                    | HC Davos                    |                             |
| Svájci bajnokság            | HC Davos                     |                             |                             |
| Svéd bajnokság              | Hammarby Hockey              | Södertälje SK               |                             |

## Születések
- ? – Nagy Árpád Lajos, magyar labdarúgó, csatár († 2019)
- január 21. – Ágoston Judit, olimpiai bajnok magyar tőrvívó († 2013)
- január 30. – Borisz Vasziljevics Szpasszkij, szovjet-francia sakknagymester, sakkvilágbajnok
- február 3. – Alex Young, skót válogatott labdarúgó, csatár, edző († 2017)
- február 22. – Rolf Schafstall, német labdarúgó, edző († 2018)
- február 24. – Adrigán Zoltán, magyar bajnok magyar labdarúgó († 2003)
- február 25. – Zsivótzky Gyula, olimpiai bajnok magyar kalapácsvető († 2007)
- március 4. – José Araquistáin, spanyol válogatott labdarúgókapus
- március 11. – Lorne Loomer, olimpiai bajnok kanadai evezős († 2017)
- március 12.
  - Horváth Zoltán, olimpiai és világbajnok magyar vívó
  - Rosario Parmegiani, olimpiai bajnok olasz vízilabdázó († 2019)
- március 14.
  - Arturo Chaires, mexikói válogatott labdarúgó, hátvéd († 2020)
  - Pedro Romero, mexikói válogatott labdarúgó, hátvéd
- március 15. – Jack Delveaux, Grey-kupa-győztes amerikai kanadaifutball-játékos († 2020)
- március 22. – Armin Hary, olimpiai és Európa-bajnok német atléta, rövidtávfutó
- március 23. – José Luis Veloso, spanyol válogatott labdarúgó, csatár († 2019)
- március 25. – Johnny Ray, amerikai autóversenyző, NASCAR-pilóta († 2020)
- március 27. – Francesco Janich, olasz válogatott labdarúgóhátvéd († 2019)
- április 2. – Theo Foley, ír válogatott labdarúgó, edző († 2020)
- április 4. – Portisch Lajos, a Nemzet Sportolója címmel kitüntetett magyar sakkozó, nemzetközi nagymester, sakkolimpiai bajnok, kilencszeres magyar bajnok
- április 10. – Stan Mellor, brit zsoké († 2020)
- április 23. – Don Massengale, amerikai profi golfjátékos, aki mind a PGA Tour mind a Senior PGA Tour sorozatban tudott nyerni († 2007)
- április 26. – Haílton Corrêa de Arruda, brazil válogatott labdarúgókapus
- május 11.
  - Rejtő Ildikó, olimpiai és világbajnok magyar tőrvívó
  - German Alekszandrovics Szvesnyikov, szovjet színekben olimpiai és világbajnok orosz tőrvívó († 2003)
- május 15. – Jurij Fjodorovics Sziszikin, szovjet színekben olimpiai és világbajnok orosz tőrvívó
- május 23. – Larry Garron, amerikai amerikaifutball-játékos († 2019)
- június 10. – Varjú Vilmos, olimpiai bronzérmes, kétszeres Európa-bajnok súlylökő († 1994)
- június 15. – Curtis Cokes, világbajnok amerikai ökölvívó Ökölvívó-hírességek Csarnoka tag († 2020)
- június 26. – Jan Brumovský, olimpiai ezüstérmes csehszlovák válogatott cseh labdarúgó, csatár
- június 28. – Jeórjiosz Zaímisz, olimpiai bajnok görög vitorlázó († 2020)
- június 29. – Jáir Noszovszki, izraeli válogatott labdarúgókapus
- július 1. – Hunyadfi Magda, magyar úszó, olimpikon († 2003)
- július 2. – Richard Petty, amerikai NASCAR autóversenyző
- július 4. – Roosevelt Taylor, NFL-bajnok amerikai amerikaifutball-játékos († 2020)
- július 14. – Duncan MacKay, skót válogatott labdarúgó, edző († 2019)
- július 16. – Andrija Anković, olimpiai bajnok jugoszláv válogatott horvát labdarúgó († 1980)
- július 31. – Isabelle Daniels, olimpiai bronzérmes amerikai rövidtávfutó († 2017)
- augusztus 2. – Jim McLean, skót labdarúgó, csatár, edző († 2020)
- augusztus 3. – Andrés Gimeno, spanyol teniszező († 2019)
- augusztus 7.
  - Berczik Zoltán, Európa-bajnok magyar asztaliteniszező, edző († 2011)
  - Tore Eriksson, olimpiai bronzérmes svéd sílövő († 2017)
- augusztus 11.
  - Dieter Kemper, világbajnok német kerékpáros († 2018)
  - Pete Manning, amerikai amerikaifutball-játékos († 2019)
- augusztus 25. – Lones Wigger, olimpiai bajnok amerikai sportlövő († 2017)
- augusztus 30. – Bruce McLaren, új-zélandi autóversenyző († 1970)
- szeptember 1. – Harvey Reti, kanadai ökölvívó, olimpikon († 2020)
- szeptember 4. – Dawn Fraser, háromszoros olimpiai bajnok ausztrál úszónő
- szeptember 8. – Joe Carolan, ír válogatott labdarúgó († 2018)
- szeptember 13. – Alv Gjestvang, olimpiai ezüst- és bronzérmes norvég gyorskorcsolyázó († 2016)
- szeptember 15. – Tony Yates, amerikai kosárlabdázó, edző († 2020)
- október 1. – Antun Rudinski, jugoszláv válogatott szerb labdarúgó, csatár, edző († 2017)
- október 4. – Wojciech Łazarek, lengyel labdarúgó-középpályás, edző*
- október 8. – Alekszandr Vlagyimirovics Ivanyickij, olimpiai és világbajnok szovjet-orosz birkózó († 2020)
- október 17. – Vasco Tagliavini, olasz labdarúgó, hátvéd, edző († 2019)
- október 19. – Teresa Ciepły, olimpiai és Európa-bajnok lengyel atléta, futó († 2006)
- november 3. – Mike Bright, pánamerikai ezüstérmes amerikai röplabdázó († 2017)
- november 15. – Carl Bertelsen, dán válogatott labdarúgó († 2019)
- november 27. – Marv Luster, Grey-kupa-győztes amerikai kanadaifutball-játékos, Canadian Football Hall of Fame-tag († 2020)
- november 28. – Oleg Pavlovics Kopajev, orosz válogatott labdarúgó († 2010)
- november 30.
  - Jesús del Muro, mexikói válogatott labdarúgó, hátvéd, edző
  - Dragoslav Šekularac, olimpiai és Európa-bajnoki ezüstérmes szerb edző, labdarúgó († 2018)
- december 1. – Mario Bergara, uruguayi válogatott labdarúgó († 2001)
- december 3. – Hamid Bernaoui, algír labdarúgó és menedzser († 2020)
- december 12. – John McKenzie, Stanley-kupa-győztes kanadai jégkorongozó, edző († 2018)
- december 16. – Ivan Dejanov, bolgár válogatott labdarúgókapus († 2018)
- december 17. – Ron Taylor, World Series bajnok amerikai baseballjátékos
- december 22. – Pierluigi Chicca, olimpiai ezüstérmes olasz kardvívó († 2017)
- december 24. – Félix Miéli Venerando, világbajnok brazil válogatott labdarúgókapus († 2012)
- december 30. – Gordon Banks, világbajnok és Európa-bajnoki bronzérmes angol válogatott labdarúgó († 2019)
- december 31. – Milutin Šoškić, olimpiai bajnok és Európa-bajnoki ezüstérmes jugoszláv válogatott szerb labdarúgókapus, edző

## Halálozások
| Halálozás      | Név                   | Nemzetiség, sportág, eredmények                                                      | Születés |
| -------------- | --------------------- | ------------------------------------------------------------------------------------ | -------- |
| ?              | Vitaliano Masotti     | olimpiai bronzérmes olasz tornász                                                    | 1887     |
| január 2.      | Bernard Franklin      | olimpiai bronzérmes brit tornász                                                     | 1889     |
| január 4.      | Joe Matson            | amerikai autóversenyző                                                               | 1881     |
| március 7.     | Lady Baldwin          | amerikai baseballjátékos                                                             | 1859     |
| április 14.    | Ned Hanlon            | amerikai baseballjátékos és menedzser, National Baseball Hall of Fame and Museum tag | 1857     |
| április 20.    | Jeanne Filleaul-Brohy | francia krokettjátékos, egyike az első női olimpikonoknak                            | 1867     |
| május 12.      | Jorge de Paiva        | olimpiai bronzérmes portugál párbajtőrvívó                                           | 1887     |
| június 9.      | Bill Watkins          | amerikai baseballjátékos és menedzser                                                | 1858     |
| július 4.      | Hellmich Ottó         | olimpiai ezüstérmes magyar tornász                                                   | 1874     |
| július 6.      | Dezső Béla            | magyar nemzetiségű román válogatott labdarúgó, csatár                                | 1909     |
| augusztus 19.  | Bunk Congalton        | amerikai baseballjátékos                                                             | 1875     |
| augusztus 21.  | George Wright         | amerikai baseballjátékos és menedzser, National Baseball Hall of Fame and Museum tag | 1847     |
| augusztus 29.  | Ernest Delaney        | amerikai autóversenyző                                                               | 1889     |
| szeptember 20. | Harry Stovey          | amerikai baseballjátékos és menedzser                                                | 1856     |
| november 10.   | Fred Andrus           | amerikai baseballjátékos                                                             | 1850     |
| november 14.   | Jack O’Connor         | amerikai baseballjátékos                                                             | 1866     |
| november 21.   | Al Pratt              | amerikai baseballjátékos és menedzser                                                | 1847     |
| december 16.   | Frank Boyd            | amerikai baseballjátékos                                                             | 1868     |
| december 23.   | Walt Preston          | amerikai baseballjátékos                                                             | 1868     |